# Hōen
Pour les articles homonymes, voir Hoen.
Hōen (西山芳園, de son vrai nom Nishiyama Seishō ; surnom : Shitatsu ; nom de pinceau : Hōen)

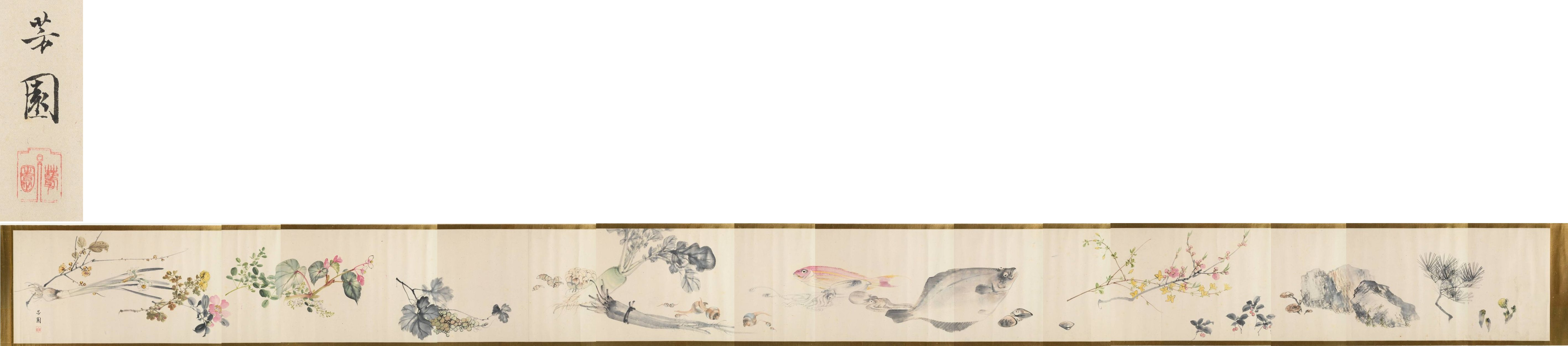
Arbres, pierres, vie marine, fleurs et plantes par Nishiyama Hōen

est un peintre japonais du XIXe siècle. Ses origines ne sont pas connues. Il est né en 1804 et meurt en 1867.

## Biographie
Maître de l'estampe, traditionnel, et élève de Keibun (1779-1843), Hōen travaille à Osaka comme peintre de fleurs et d'oiseaux ainsi que de figures. Il fait partie de la dernière génération des maîtres de l'ukiyo-e, avec Hiroshige III Kuniteru, Sahahide et Kunisada II, dont les œuvres sont sélectionnées par le gouvernement shogunal pour figurer à l'Exposition universelle de 1867 de Paris.

## La peinture de genre et les maîtres de l'estampe
Un document précieux conservé à la Bibliothèque nationale de Tokyo, récemment communiqué aux savants, est significatif. Ce sont les archives officielles relatives à cent estampes commandées par le gouvernement shogunal pour figurer à l'Exposition universelle de 1867 de Paris. Cinquante de ces estampes, réunies en deux albums, représentent des figures féminines de différents métiers destinées à faire connaître les mœurs japonaises, tandis que l'autre moitié est composée de paysages, surtout des vues d'Edo. Les artistes qui se partagent cette commande officielle, choisis parmi les meilleurs de l'époque, appartiennent tous à la dernière génération de l'ukiyo-e (Hōen, Kuniteru, Sahahide, Hiroshige III, Kunisada II, etc.).
Ces estampes, vendues sur place après l'exposition, doivent contribuer pour une bonne part à la première vague de « japonisme » déclenchée à cette occasion. Comment les artistes parisiens qui ont cette première « révélation japonaise » peuvent-ils tirer une leçon importante et féconde d'œuvres qui nous paraissent banales et décadentes ? Comment peuvent-ils saisir toute l'esthétique de l'ukiyo-e à travers ce maniérisme ? Comment peuvent-ils deviner, enfin, la présence des grands maîtres du XVIIIe siècle en regardant ces peintres mineurs ? (En fait, il faut attendre l'Exposition de 1889 pour qu'ils découvrent la grâce d'Utamaro et beaucoup plus longtemps encore pour qu'ils aient connaissance de la beauté féérique de Harunobu, ou du dynamisme des « primitifs »). Une fois de plus, c'est à travers le maniérisme que l'art d'un pays se fait connaître à l'étranger.